# Jag är det fulaste som finns
Jag är det fulaste som finns är en sång skriven av Jojje Wadenius och Barbro Lindgren, utgiven 1969 på albumet Goda’ goda’. Sången handlar om att även om man kan se lite olika ut på utsidan, är allas värde likadant.
Sången är en av de mer välkända från albumet Goda’ goda’. Sången finns även inspelad på danska av Trille, då med titeln Ingen Er Så Grim Som Jeg.

## Produktion och inspelning
Sången producerades av Anders Burman under september-oktober 1969 i Metronome Studio. Låten går i 77 BPM, och i 3/4 takt.

## Medverkande
- Jojje Wadenius – sång, gitarr
- Bosse Häggström – elbas
- Tommy Borgudd – trummor